# Tyrese Gibson
Tyrese Darnell Gibson (Los Angeles, Kalifornia, 1978. december 30. –) Grammy-díjra jelölt amerikai R&B énekes-dalszerző, rapper, színész, forgatókönyvíró, televíziós producer és egykori divatmodell.
Több zenei album kiadása után Gibson a színészkedés felé fordult, és számos hollywoodi játékfilmben megjelent. Ő Játszotta Joseph „Jody” Summer-t a Fekete átokban, Angel Mercer-t a Négy tesóban, Roman Pearce-t a Halálos iramban-filmsorozatban és Robert Epps-t a Transformers filmsorozatban. A Billboard magazin szerint Tyrese 3,69 millió albumot adott el az Egyesült Államokban.

## Fiatalkora
Gibson a Los Angelesben található Wattsban (Kalifornia) született és nőtt fel. Édesanyja, Priscilla Murray Gibson (Durham) egyedülálló szülőként nevelte őt és három idősebb testvérét, miután apja, Tyrone Gibson elhagyta őket.

## Színészi pályafutása
Gibson alakítja Roman Pearce-t a Halálos iramban-filmsorozatban. Pearce-t először legjobb barátja, Paul Walker oldalán játszotta a 2003-as Halálosabb iramban című filmben, amely a második közös munkája John Singletonnal. Roman Pearce-ként tért vissza a Halálos iramban: Ötödik sebesség (2011), a Halálos iramban 6. (2013), a Halálos iramban 7. (2015), a Halálos iramban 8. (2017), a Halálos iramban 9. (2021) és a Halálos iramban 10. (2023) című filmekben.

## Könyvírás
2009-ben Gibson 3 kiadású képregényt készített Tyrese Gibson MAYHEM címmel! miután a San Diegó-i Nemzetközi Képregény-találkozó látogatása inspirálta őt.
2012. május 8-án Gibson kiadta első könyvét, amelynek címe: How to Get Out of Your Own Way. Ez a The New York Times bestsellere lett. 2013. február 5-én Gibson egy közeli személyes barátjával, Joseph Simmonszal írta társkönyvét a Manology: Secrets of Your Man's Mind Revealed címmel, amely szintén a The New York Times bestsellere lett.

## Magánélete
2007–2009 között Norma Mitchell házastársa volt, a párnak 2007-ben született egy kislánya.
2017. február 14-én házasodott össze Samantha Lee-vel. 2018. október 1-jén született meg kislányuk. 2020 decemberében Gibson és Lee bejelentették válásukat.
Gibson újjászületett keresztényként jellemezte magát.[44]
2017-ben Tyrese 4 millió dolláros házat vásárolt Atlantában (Georgia).

## Filmográfia

### Film
| Év   | Magyar cím                         | Eredeti cím                         | Szerep                      | Magyar hang           | Rendező               |
| ---- | ---------------------------------- | ----------------------------------- | --------------------------- | --------------------- | --------------------- |
| 2001 | Fekete átok                        | Baby Boy                            | Joseph Summers              | Széles Tamás          | John Singleton (1.)   |
| 2003 | Halálosabb iramban                 | 2 Fast 2 Furious                    | Roman Pearce                | Galambos Péter        | John Singleton (2.)   |
| 2004 | A Főnix útja                       | Flight of the Phoenix               | A.J.                        | Betz István           | John Moore            |
| 2005 | Négy tesó                          | Four Brothers                       | Angel Mercer                | Galambos Péter        | John Singleton (3.)   |
| 2005 | Annapolis – Ahol a hősök születnek | Annapolis                           | Matt Cole                   | Kálid Artúr           | Justin Lin (1.)       |
| 2006 | A vér válaszol                     | Waist Deep                          | Otis / O2                   | Schneider Zoltán      | Vondie Curtis-Hall    |
| 2007 | Transformers                       | Transformers                        | Robert Epps őrmester        | Bede-Fazekas Szabolcs | Michael Bay (1.)      |
| 2007 | Különleges indíték                 | The Take                            | Adell Baldwin               | Welker Gábor          | Brad Furman           |
| 2008 | Halálfutam                         | Death Race                          | Joseph „Géppuska Joe” Mason | Sótonyi Gábor         | Paul W. S. Anderson   |
| 2009 | Transformers: A bukottak bosszúja  | Transformers: Revenge of the Fallen | Robert Epps őrmester        | Bede-Fazekas Szabolcs | Michael Bay (2.)      |
| 2010 | Légió                              | Legion                              | Kyle Williams               | Papp Dániel           | Scott Charles Stewart |
| 2011 | Transformers 3.                    | Transformers: Dark of the Moon      | Robert Epps őrmester        | Bede-Fazekas Szabolcs | Michael Bay (3.)      |
| 2011 | Halálos iramban: Ötödik sebesség   | Fast Five                           | Roman Pearce                | Kálid Artúr           | Justin Lin (2.)       |
| 2012 | Eldoradó                           | Eldorado                            | David                       | Galambos Péter        | Richard Driscoll      |
| 2013 | Halálos iramban 6.                 | Fast and Furious 6                  | Roman Pearce                | Kálid Artúr           | Justin Lin (3.)       |
| 2013 | Közel a karácsony                  | Black Nativity                      | Tyson                       | Sarádi Zsolt          | Kasi Lemmons          |
| 2015 | Halálos iramban 7.                 | Fast and Furious 7                  | Roman Pearce                | Kálid Artúr           | James Wan             |
| 2015 |                                    | Hollywood Adventures                | önmaga (cameo)              |                       | Timothy Kendall       |
| 2016 | Pofázunk és végünk Miamiban        | Ride Along 2                        | Mayfield nyomozó            | Kálid Artúr           | Tim Story             |
| 2017 | Halálos iramban 8.                 | Fast and Furious 8                  | Roman Pearce                | Kálid Artúr           | F. Gary Gray          |
| 2019 | Fekete és kék                      | Black and Blue                      | Milo „Mouse” Jackson        | Varga Gábor           | Deon Taylor           |
| 2020 | Karácsonyi krónikák: Második rész  | The Christmas Chronicles 2          | Bob Booker                  | Zöld Csaba            | Chris Columbus        |
| 2021 | Halálos iramban 9.                 | F9                                  | Roman Pearce                | Kálid Artúr           | Justin Lin (4.)       |
| 2021 |                                    | Rogue Hostage                       | Kyle Snowden                |                       | Jon Keeyes            |
| 2021 | Veszélyes                          | Dangerous                           | McCoy seriff                | Kálid Artúr           | David Hackl           |
| 2022 | Morbius                            | Morbius                             | Simon Stroud                | Bognár Tamás          | Daniel Espinosa       |
| 2022 |                                    | The System                          | Terry Savage                |                       | Dallas Jackson        |
| 2022 |                                    | Come Out Fighting                   | Warran Crecy őrmester       |                       | Steven Luke           |
| 2023 | Halálos iramban 10.                | Fast X                              | Roman Pearce                | Kálid Artúr           | Louis Leterrier       |
| 2023 |                                    | The Collective                      | Hugo                        |                       | Tom DeNucci           |
| 2023 |                                    | Squealer                            | Paul rendőrtiszt            |                       | Andy Armstrong        |
| 2023 |                                    | Helen's Dead                        | Henry                       |                       | K. Asher Levin        |
| 2023 | Utolér a végzet                    | Bad Hombres                         | névtelen férfi              | Varga Rókus           | John Stalberg Jr.     |
| 2024 |                                    | Bosco                               | Tootie                      |                       | Nicholas Manuel Pino  |
| 2024 |                                    | Bloodline Killer                    | Cyphers nyomozó             |                       | Ante Novakovic        |
| 2024 | 1992                               | 1992                                | Mercer                      | Bognár Tamás          | Ariel Vromen          |

### Televízió
| Év   | Magyar cím            | Eredeti cím                | Szerep               | Megjegyzések                |
| ---- | --------------------- | -------------------------- | -------------------- | --------------------------- |
| 1996 |                       | Hangin' with Mr. Cooper    | Darrell              | 1 epizód                    |
| 1997 | Martin                | Martin                     | Dante                | 1 epizód                    |
| 1998 |                       | The Parent 'Hood           | Coop                 | 1 epizód                    |
| 1998 | Ikercsajok            | Sister, Sister             | önmaga               | 1 epizód                    |
| 2000 |                       | Moesha                     | Troy                 | 1 epizód                    |
| 2000 | Szerelmes dal         | Love Song                  | Skip / őrült Rage    | tévéfilm                    |
| 2003 |                       | Half & Half                | önmaga               | 1 epizód                    |
| 2010 |                       | La La's Full Court Wedding | önmaga               | 1 epizód                    |
| 2016 | Amerikai fater        | American Dad!              | önmaga (hangja)      | 1 epizód                    |
| 2017 | Kegyetlen csillogás   | Star                       | Bobby Harris lelkész | visszatérő szerep (1. évad) |
| 2018 | Én vagyok Paul Walker | I Am Paul Walker           | önmaga               | Dokumentumfilm              |
| 2021 |                       | The Masked Singer          | Robopine             | versenyző (5. évad)         |

## Diszkográfia
- Tyrese (1998)
- 2000 Watts (2001)
- I Wanna Go There (2002)
- Alter Ego (2006)
- Open Invitation (2011)
- Three Kings (a TGT-vel együtt) (2013)
- Black Rose (2014)

## Fordítás
- Ez a szócikk részben vagy egészben  a   Tyrese Gibson című angol Wikipédia-szócikk ezen változatának fordításán alapul.  Az eredeti cikk szerkesztőit annak laptörténete sorolja fel. Ez a jelzés csupán a megfogalmazás eredetét és a szerzői jogokat jelzi, nem szolgál a cikkben szereplő információk forrásmegjelöléseként.